# 羅斯·麥克克羅里
羅斯·麥克克羅里（英語：Ross McCrorie；1998年3月18日—）是英國蘇格蘭的一位職業足球運動員，在場上的位置是後衛。現效力於英冠球會布里斯托城。他也代表蘇格蘭各級國青隊參賽。

## 外部連結
- 足球数据库：Ross McCrorie的球员统计数据